# Brauner Katzenhai
Der Braune Katzenhai (Haploblepharus fuscus), im englischen Sprachraum als „brown shyshark“ oder „plain happy“ bekannt, ist eine Art aus der Familie der Pentanchidae, die endemisch in den Gewässern vor der Küste Südafrikas vom Kap Agulhas bis KwaZulu-Natal lebt. Nicht verwechseln sollte man Haploblepharus fuscus mit Apristurus brunneus, einer anderen Art der Pentanchidae, die ebenfalls als Brauner Katzenhai bezeichnet wird.

## Merkmale
Der Braune Katzenhai erreicht eine Maximallänge von etwa 73 Zentimetern und hat einen kompakten Körper mit einem kurzen und breiten Kopf. Die Schnauze ist breit und dorsal abgeflacht. Anders als andere Arten der Scheuhaie ist die Rückenfärbung einheitlich braun gefärbt und nur selten mit undeutlichen dunkleren Sattelflecken oder kleinen dunklen Punkten ausgestattet. Die Augen sind groß und oval mit einer rudimentär ausgebildeten Nickhaut eine prominente Erhöhung unterhalb des Auges. Die Nasenlöcher sind sehr groß und besitzen vorn jeweils ein Paar stark vergrößerter, dreieckiger Hautlappen, die zusammengewachsen sind und bis zum Mund reichen. Eine tiefe Grube verbindet die Ausflussöffnung der Nasenlöcher mit dem Mund, verdeckt von den Nasallappen. Die Mundöffnung ist kurz und besitzt Furchen in den Mundwinkeln. Die Zähne haben eine Zentralspitze sowie zwei kleinere Seitenspitzen.
Die fünf Kiemenspalten sind auf die Körperoberseite verlagert. Die Rücken-, Bauch- und Analflossen haben etwa die gleiche Größe. Die Rückenflossen setzen sehr weit hinten am Körper an, wobei die erste Rückenflosse hinter dem Ansatz der Bauchflosse und die zweite Rückenflosse hinter der Analflosse beginnt. Die Brustflossen sind breit und mittelgroß ausgebildet. Die kurze und breite Schwanzflosse umfasst etwa ein Fünftel der Körperlänge und hat eine tiefe Kerbe in der Nähe der Spitze des oberen Lobus und einen kaum entwickelten unteren Lobus. Die Haut ist dick und von stark verkalkten, blattförmigen Placoidschuppen bedeckt.

## Verbreitung

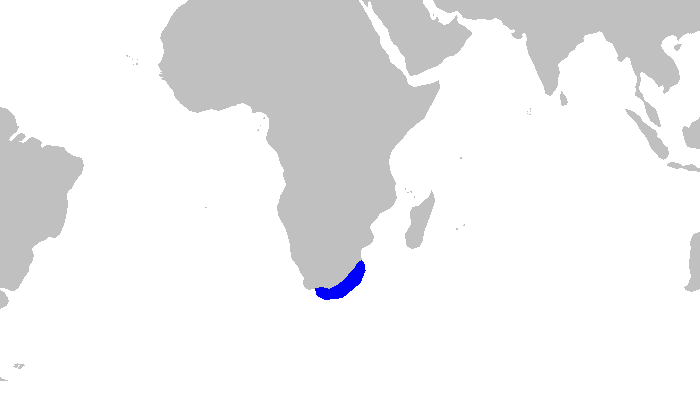
Verbreitungsgebiet des Braunen Katzenhais

Der Braune Katzenhai hat ein eng begrenztes Verbreitungsgebiet vor der Küste Südafrikas von der Küste der Provinzen West- und Ostkap bis zum Süden von KwaZulu-Natal.
Der Hai lebt in der Regel bodennah im Bereich von sandigen und felsigen Riffgebieten von der Gezeitenzone bis in eine Tiefe von etwa 35 Metern, er wurde allerdings auch in Tiefen bis maximal 133 Metern dokumentiert. Das Verbreitungsgebiet überschneidet sich mit dem Verbreitungsgebiet des Puffotter-Katzenhais, wobei der Braune Katzenhai in diesen Überschneidungsgebieten vor allem küstennahe Flachwassergebiete und der Puffotter-Katzenhai tiefere Meeresbereiche bevorzugt.

## Lebensweise
Der Braune Katzenhai ist ein bodenlebender und ortsgebundener Hai. Über eine Wiederfangstudie konnte gezeigt werden, dass sich wiedergefangene Individuen nicht mehr als acht Kilometer von ihrem Ursprungsfangort entfernt haben. Er ernährt sich vor allem von kleineren Knochenfischen und Krebstieren. Wie andere Arten der Gattung nimmt der Hai bei Bedrohung oder Störung eine charakteristische Stellung ein, bei der er sich zusammenrollt und die Augen mit dem Schwanz überdeckt.
Der Braune Katzenhai ist eierlegend (ovipar), wobei die Weibchen die Eier paarweise ablegen. In Gefangenschaft wurde dokumentiert, dass die Eier von Meeresschnecken der Familie Buccinidae, vor allem von Burnupena papyracea und B. lagenaria, angefressen werden, die den Dotter fressen. Männchen erreichen ihre Geschlechtsreife bei einer Länge von etwa 68 bis 69 Zentimeter, Weibchen mit einer Länge von 60 bis 61 Zentimeter.

## Evolution und Systematik
Der Braune Katzenhai wurde 1950 von dem britischen Ichthyologen James Leonard Brierley Smith in der wissenschaftlichen Zeitschrift Annals and Magazine of Natural History erstbeschrieben. Die Namengebung erfolgte durch die Nutzung des lateinischen fuscus für „braun“. Das männliche Typusexemplar, das in der Nähe von East London, Südafrika, gefangen wurde, hatte eine Körperlänge von etwa 57 Zentimeter.
Durch eine molekularbiologische Untersuchung auf der Basis von drei Genen der mitochondrialen DNA wurde festgestellt, dass der Puffotter-Katzenhai die ursprünglichste Art seiner Gattung darstellt. Der Dunkle Katzenhai (H. pictus) und der Braune Katzenhai (H. fuscus) stellen nach dieser Untersuchung Schwesterarten dar, der Natal-Katzenhai wurde in dieser Untersuchung nicht betrachtet.
|      | Puffotter-Katzenhai (H. edwardsii)                                                              |
|      |                                                                                                 |
| N.N. | \| \| Dunkler Katzenhai (H. pictus) \| \| \| \| \| \| Brauner Katzenhai (H. fuscus) \| \| \| \| |
|      | \| \| Dunkler Katzenhai (H. pictus) \| \| \| \| \| \| Brauner Katzenhai (H. fuscus) \| \| \| \| |
|      | Dunkler Katzenhai (H. pictus)                                                                   |
|      |                                                                                                 |
|      | Brauner Katzenhai (H. fuscus)                                                                   |
|      |                                                                                                 |

|  | Dunkler Katzenhai (H. pictus) |
|  |                               |
|  | Brauner Katzenhai (H. fuscus) |
|  |                               |

## Beziehung zum Menschen
Der Braune Katzenhai ist für den Menschen harmlos und aufgrund seiner geringen Größe für den kommerziellen Fischfang nicht von Interesse, wird jedoch regelmäßig als Beifang gefangen und entsorgt. Außerdem werden viele der Haie von Anglern vom Ufer gefangen und ebenfalls getötet und entsorgt. Die International Union for Conservation of Nature (IUCN) stuft den Braunen Katzenhai als Art der Vorwarnliste ein (Near Threatened), da die Art zwar innerhalb ihres Verbreitungsgebiets zahlreich ist, dieses jedoch sehr klein ist und sich in einem stark befischten Gebiet befindet und dadurch eine Zunahme der Fischerei oder ein Rückgang der Lebensräume einen potenziell starken Effekt auf die Gesamtpopulation haben könnte.

## Belege
1. 1 2  Compagno, L.J.V., M. Dando and S. Fowler: Sharks of the World. Princeton University Press, 2005, ISBN 978-0-691-12072-0, S. 235 (englisch).
2. 1 2 3 4  Compagno, L.J.V.: Sharks of the World: An Annotated and Illustrated Catalogue of Shark Species Known to Date. Food and Agricultural Organization, Rome 1984, ISBN 92-5101384-5, S. 334 (englisch).
3. 1 2 3 4  Fowler, S.L., R.D. Cavanagh, M. Camhi, G.H. Burgess, G.M. Cailliet, S.V. Fordham, C.A. Simpfendorfer, and J.A. Musick: Sharks, Rays and Chimaeras: The Status of the Chondrichthyan Fishes. International Union for Conservation of Nature and Natural Resources, 2005, ISBN 2-8317-0700-5, S. 265–266 (englisch).
4. ↑  Kohler, N.E. and P.A. Turner: Shark tagging: a review of conventional methods and studies. In: Environmental Biology of Fishes. 60. Jahrgang, 2001, S. 191–223, doi:10.1023/A:1007679303082 (englisch).
5. ↑  Smith, C. and C. Griffiths: Shark and skate egg-cases cast up on two South African beaches and their rates of hatching success or causes of death. In: South African Journal of Zoology. 32. Jahrgang, 1997, S. 112–117 (englisch).
6. ↑  Human, B.A., E.P. Owen, L.J.V. Compagno and E.H. Harley: Testing morphologically based phylogenetic theories within the cartilaginous fishes with molecular data, with special reference to the catshark family (Chondrichthyes; Scyliorhinidae) and the interrelationships within them. In: Molecular Phylogenetics and Evolution. 39. Jahrgang, Nr. 2, Mai 2006, S. 384–391, doi:10.1016/j.ympev.2005.09.009, PMID 16293425 (englisch).